# Oedipodacris
Oedipodacris is een geslacht van rechtvleugeligen uit de familie veldsprinkhanen (Acrididae). De wetenschappelijke naam van dit geslacht is voor het eerst geldig gepubliceerd in 1932 door Willemse.

## Soorten
Het geslacht Oedipodacris  is monotypisch en omvat slechts de volgende soort:
- Oedipodacris aberrans (Willemse, 1932)